# Lucyfire
Lucyfire est un groupe (one-mand-band) allemand. Il est formé par Johan Edlund, le principal membre et chanteur du groupe Tiamat. Edlund explique que Lucyfire est un projet où il peut jouer les chansons qui ne conviennent pas à l'esprit de Tiamat.

## Biographie
Lucyfire ne compte qu'un seul album, intitulé This Dollar Saved My Life at Whitehorse (2001), avec pour seul single la chanson The Pain Song. Cet album diffère des œuvres de Tiamat, dans le fait qu'il est plus accessible, orienté dans une veine plus rock gothique avec une influence marquée de The Sisters of Mercy, mais aussi de la new wave des débuts du groupe Depeche Mode. 
En décembre 2006, le groupe annonce un nouvel album sur lequel travaille Tiamat en fin d'année. Le 7 janvier 2007, un extrait de la chanson All the Children Sing, issue de l'album à venir est postée sur MySpace.
En 2007, Lucyfire termine une nouvelle démo aux côtés d'Edlund. Lucyfire devait sortir un second album en 2008. Après la sortie de deux nouvelles démos début 2010 et la possibilité de sortir leur deuxième album plus tard dans l'année, Edlund décide de dissoudre Lucyfire.

## Membres
- Johan Edlund - chant (1999-2010)
- Dirk Draeger - guitare
- Mark Engelmann -  synthétiseur
- Jan Kazda -  basse
- Bertram Engel - batterie

## Discographie
- 2001 : The Pain Song (EP)
- 2001 : Cassette audio deux chansons, sans titre
- 2001 : This Dollar Saved My Life at Whitehorse
- 2010 : Rest in Peace Dear Lucy (démo)